# ۴۷ (قمری)
۴۷ (قمری)، چهل و هفتمین سال در گاهشماری هجری قمری است. اول محرم این سال برابر با ششم مارس سال ۶۶۷ میلادی است.